# Joel Campbell
Joel Nathaniel Campbell Samuels (* 26. Juni 1992 in San José) ist ein costa-ricanischer Fußballspieler auf der Position eines Stürmers.

## Vereinskarriere

### Karrierebeginn beim Rekordmeister
Seine Karriere als Aktiver begann Campbell beim Nachwuchs des costa-ricanischen Rekordmeisters im Fußball, Deportivo Saprissa. Dort durchlief er sämtliche Jugendspielklassen und fiel vor allem durch seine Offensivleistungen auf, die ihm verschiedene Auftritte in der U-16- bzw. U-17-Auswahl Costa Ricas einbrachten. Nach einigen Jahren im Nachwuchs wurde er als 17-Jähriger erstmals in die Herrenmannschaft mit Spielbetrieb in der Primera División de Costa Rica geholt, in der er noch in der Spielzeit 2009/10 debütierte. Dabei wurde er erstmals am 15. November 2009 beim 4:1-Sieg über seinen späteren Leihverein eingesetzt, als er in der 86. Spielminute für seinen Offensivspielkollegen Jairo Obando eingewechselt wurde. In der Invierno 2009 noch titellos, gewann das Team in der anschließenden Verano 2010 nach absolvierter Finalrunde den Meistertitel. Campbell verbrachte diese Zeit meist im vereinseigenen Nachwuchs und kam erst wieder in der Saison 2010/11 zurück zu den Profis, bei denen er schließlich ab der Invierno 2010 öfter in der Mannschaft eingesetzt wurde.

### Interesse ausländischer Vereine
Nachdem Campbell in den Qualifikationsrunden zur CONCACAF U-20-Meisterschaft 2011 für Costa Rica eingesetzt worden war und dabei auch als Torschütze erfolgreich war, ging er Anfang Februar 2011 auf Leihbasis zum Ligakonkurrenten Puntarenas FC. Zur Spielzeit 2010/11 kam er vermehrt zu Einsätzen in der höchsten Spielklasse des Landes. Sein Debüt für Puntarenas gab er dabei am 6. Februar, als er beim 2:0-Sieg über Santos de Guápiles ab der zweiten Spielhälfte für seinen Teamkollegen Ariel Santana auf den Rasen kam. Vor allem wegen seiner Leistungen bei der CONCACAF U-20-Meisterschaft 2011, die ihm unter anderem auch die Torschützenkrone bescherte, wurden zahlreiche internationale Vereine auf ihn aufmerksam, daneben zahlreiche Vereine aus Italien.
Zur Saison 2011/12 wechselte Campbell zum FC Arsenal, wurde aber zunächst an den FC Lorient und später für die Saison 2012/13 an Betis Sevilla verliehen. Im Sommer 2013 wurde er für ein weiteres Jahr an den griechischen Rekordmeister Olympiakos Piräus ausgeliehen.
Zur Saison 2014/15 kehrte Campbell nach seinen guten Leistungen bei der Weltmeisterschaft zum FC Arsenal zurück. Dort kam er allerdings nicht wie gewünscht zum Einsatz. Am 28. Januar 2015 wechselte Campbell im Zuge des Transfers von Gabriel zum FC Arsenal bis zum Saisonende auf Leihbasis in die spanische Primera División zum FC Villarreal.

## Nationalmannschaftskarriere

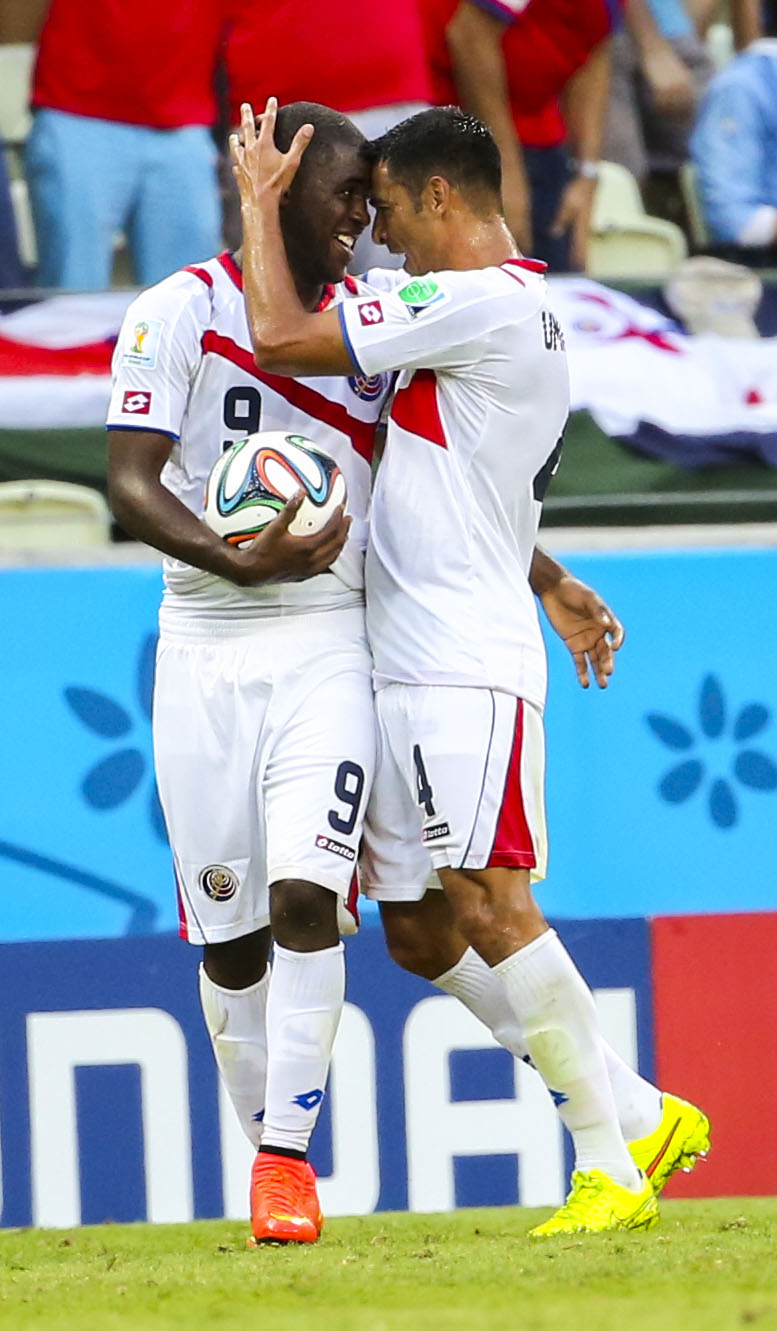
Campbell mit Michael Umaña gegen Uruguay bei der WM 2014

Seine Karriere in den costa-ricanischen Jugendauswahlen begann Campbell bereits während seiner Jugendzeit bei Deportivo Saprissa. Damals wurde er im U-16-Nationalteam Costa Ricas eingesetzt und nahm mit der Mannschaft unter anderem am UNCAF U-16-Turnier 2007 teil, in dem er sich auch als Torschütze auszeichnete. Danach wurde er auch in der U-17-Auswahl Costa Ricas eingesetzt, mit der er unter anderem an der Qualifikation zur CONCACAF U-17-Meisterschaft 2009 teilnahm und in einer Partie gegen die Alterskollegen aus Nicaragua vier Tore erzielte. Da das Turnier aufgrund des Schweinegrippeausbruchs vorzeitig abgebrochen worden war, qualifizierte sich Costa Rica als Gruppenzweiter in der Gruppe B für die anschließende U-17-Fußball-Weltmeisterschaft 2009. Bei der CONCACAF U-17-Meisterschaft trug sich Campbell zweimal in die Torschützenliste ein und war damit erfolgreichster Costa Ricaner im Wettbewerb. Dabei stand er auch im costa-ricanischen Aufgebot und wurde in allen drei Spielen eingesetzt, in denen er nach einem 1:1-Remis im Gruppenspiel gegen die Alterskollegen aus Neuseeland auch zum einzigen Punktgewinn seines Teams im Bewerb beitrug, als er in der 35. Minute zum Ausgleich traf. Nach dem Ausscheiden in der Gruppenphase kehrte er wieder nach Costa Rica zurück, wo er bald darauf sein Profidebüt für Deportivo Saprissa geben sollte.
Ab etwa 2010 kam der Offensivakteur für die U-20-Auswahl Costa Ricas zum Einsatz. Für die Junioren absolvierte er unter anderem einige Spiele in der Qualifikation zur CONCACAF U-20-Meisterschaft 2011, bei der er in einer Begegnung gegen Nicaragua doppelt traf. Nachdem sich die Costa Ricaner nach absolvierten Play-offs nur knapp für die CONCACAF U-20-Meisterschaft 2011 in Guatemala qualifiziert hatten, wurde Campbell beim Turnier im März und April 2011 zur Schlüsselfigur seiner Nationalmannschaft. Neben weiteren Schlüsselspielern, wie seinen Sturmkollegen Mynor Miller und Joshua Diaz, trat Campbell im Verlauf des Turniers torgefährlich in Erscheinung und sicherte sich mit sechs Treffern nicht nur die Torschützenkrone des Wettbewerbs, sondern auch das Interesse vieler ausländischer Vereine. Mit Costa Rica kam er im Turnier bis ins Finale, in dem man den Mexikanern mit 1:3 unterlag.
Aufgrund seiner Leistungen wurde Campbell kurz darauf von Ricardo La Volpe in das 23-Mann-Aufgebot Costa Ricas geholt, das am CONCACAF Gold Cup 2011 im Juni 2011 teilnahm. Etwas mehr als eine Woche danach absolvierte Campbell sein erstes Länderspiel für die A-Nationalmannschaft Costa Ricas, als er beim freundschaftlichen Länderspiel gegen Nigeria als Ersatzspieler eingesetzt wurde. Beim anschließenden Turnier in Guatemala wurde der Angreifer noch im ersten Gruppenspiel gegen Kuba eingesetzt. Dabei kam er in der 58. Minute für Marco Ureña auf den Rasen und erzielte 13 Minuten später den Treffer zum 5:0-Endstand. Nach Abschluss des Gold Cups galt Campbell auch für einen Startplatz im costa-ricanischen Juniorenteam als gesetzt, das von Juni bis August 2011 an der Junioren-WM 2011 in Kolumbien teilnahm.

## Erfolge

### U20-Nationalmannschaft
- Finalist der CONCACAF U-20-Meisterschaft: 2011
- Torschützenkönig der CONCACAF U-20-Meisterschaft: 2011

### Verein
Olympiakos Piräus
- Griechischer Meister: 2013/14

FC Arsenal
- FA Community Shield: 2014